# كارلوس خيرمان بيلي
كارلوس خيرمان بيلي (بالإسبانية: Carlos Germán Belli)‏ (15 سبتمبر 1927 - 10 أغسطس 2024)، هو كاتب ومترجم وصحفي وشاعر بيروفي، ولد في 15 سبتمبر 1927 في ليما في بيرو.

## وصلات خارجية
- كارلوس خيرمان بيلي على موقع الموسوعة البريطانية (الإنجليزية)